# یواس‌اس اوگری (ای‌ام-۱۴۹)
یواس‌اس اوگری (ای‌ام-۱۴۹) (به انگلیسی: USS Augury (AM-149)) یک کشتی بود. این کشتی در سال ۱۹۴۳ ساخته شد.